# Virtus Eirene Ragusa 2021-2022
Questa voce raccoglie le informazioni riguardanti la Virtus Eirene Ragusa nelle competizioni ufficiali della stagione 2021-2022.

## Stagione
La stagione 2021-2022 è stata la nona che la squadra, sponsorizzata Passalacqua Trasporti, ha disputato in Serie A1.

## Verdetti stagionali
- Serie A1: (30 partite)

stagione regolare: 5º posto su 14 squadre (17-8);
play-off: sconfitta alle semifinali da Schio (1-2).
- Coppa Italia: (1 partite)

sconfitta ai quarti di finale da Lucca (67-71).
- Supercoppa italiana: (1 partite)

sconfitta alle semifinali da Schio (57-99).

## Roster
| Passalacqua Ragusa | Passalacqua Ragusa |
| Giocatrici         | Staff tecnico      |
| ------------------ | ------------------ |

| 0  | Italia (bandiera)                        | G  | Federica Terrone           | 2006 |        |  |  |
| 3  | Australia (bandiera) · Italia (bandiera) | G  | Nicole Elaine Romeo        | 1989 | 167 cm |  |  |
| 4  | Italia (bandiera)                        | GA | Chiara Consolini (C)       | 1988 | 182 cm |  |  |
| 5  | Italia (bandiera)                        | A  | Josephine Di Fine          | 2004 |        |  |  |
| 5  | Italia (bandiera)                        | PG | Ludovica Tumeo             | 2005 |        |  |  |
| 5  | Stati Uniti (bandiera)                   | C  | Sherise Alexandra Williams | 1993 | 188 cm |  |  |
| 6  | Italia (bandiera)                        | AC | Ludovica Sammartino        | 2005 |        |  |  |
| 7  | Italia (bandiera)                        | G  | Martina Kacerik            | 1996 | 181 cm |  |  |
| 8  | Italia (bandiera)                        | A  | Marzia Tagliamento         | 1996 | 181 cm |  |  |
| 9  | Italia (bandiera)                        | G  | Claudia Chessari           | 2005 |        |  |  |
| 10 | Italia (bandiera)                        | GA | Francesca Bucchieri        | 2003 | 182 cm |  |  |
| 12 | Italia (bandiera)                        | AC | Martina Spinelli           | 2002 | 187 cm |  |  |
| 14 | Slovacchia (bandiera)                    | C  | Marie Růžičková            | 1986 | 192 cm |  |  |
| 22 | Italia (bandiera)                        | P  | Mariella Santucci          | 1997 | 170 cm |  |  |
| 24 | Stati Uniti (bandiera)                   | C  | Ruth Cecilia Hebard        | 1998 | 193 cm |  |  |
| 31 | Stati Uniti (bandiera)                   | A  | Asia Taylor                | 1991 | 185 cm |  |  |
| 32 | Italia (bandiera)                        | AC | Samantha Ostarello         | 1991 | 188 cm |  |  |
| 34 | Finlandia (bandiera)                     | A  | Awak Sabit Bior Kuier      | 2001 | 196 cm |  |  |

| Allenatore                                                                                |
| - Gianni Recupido                                                                         |
| Assistente/i                                                                              |
| - Davide Ceccato Legenda - (C) Capitano - Infortunato Roster Aggiornato al: 10 marzo 2022 |

## Risultati

### Coppa Italia
| Arbitri: | Paolo Puccini (Genova) Chiara Bettini (Faenza) Rebecca Di Marco (Ferrara) |

|            |          |             |
| Taylor 22  | Punti    | 14 Dietrick |
| Santucci 4 | Assist   | 7 Dietrick  |
| Taylor 8   | Rimbalzi | 9 Miccoli   |

### Supercoppa italiana
| Arbitri: | Valerio Salustri (Roma) Daniele Calella (Bologna) Maria Giulia Forni (Cervia) |

|                             |          |                        |
| Grigalauskytė 19 Sottana 18 | Punti    | 19 Taylor 15 Romeo     |
| Verona 8                    | Assist   | 3 Consolini, Růžičková |
| Grigalauskytė 12            | Rimbalzi | 11 Taylor              |

## Statistiche

### Statistiche di squadra
| Competizione        | Punti | In casa | In casa | In casa | In casa | In casa | In trasferta | In trasferta | In trasferta | In trasferta | In trasferta | Totale | Totale | Totale | Totale | Totale | Totale |
| Competizione        | Punti | G       | V       | P       | Ptf     | Pts     | G            | V            | P            | Ptf          | Pts          | G      | V      | P      | Ptf    | Pts    | Diff.  |
| ------------------- | ----- | ------- | ------- | ------- | ------- | ------- | ------------ | ------------ | ------------ | ------------ | ------------ | ------ | ------ | ------ | ------ | ------ | ------ |
| Serie A1            | 34    | 13      | 9       | 4       | 979     | 811     | 12           | 8            | 4            | 889          | 809          | 25     | 17     | 8      | 1868   | 1620   | +248   |
| Play-off            |       | 2       | 1       | 1       | 139     | 134     | 3            | 1            | 2            | 189          | 196          | 5      | 2      | 3      | 328    | 330    | -2     |
| Coppa Italia        |       | -       | -       | -       | -       | -       | 1            | 0            | 1            | 67           | 71           | 1      | 0      | 1      | 67     | 71     | -4     |
| Supercoppa italiana |       | -       | -       | -       | -       | -       | 1            | 0            | 1            | 57           | 99           | 1      | 0      | 1      | 57     | 99     | -42    |
| Totale              |       | 15      | 10      | 5       | 1118    | 945     | 17           | 9            | 8            | 1202         | 1175         | 32     | 19     | 13     | 2320   | 2120   | +200   |

### Statistiche delle giocatrici
Campionato (stagione regolare e play-off)
| Giocatrice          | Partite | Partite | Min. | Pun | Tiri da 2 | Tiri da 2 | Tiri da 2 | Tiri da 3 | Tiri da 3 | Tiri da 3 | Tiri Liberi | Tiri Liberi | Tiri Liberi | Rimbalzi | Rimbalzi | Rimbalzi | Palle | Palle | Stopp. | Stopp. | Ass | Falli | Falli | Val. |
| Giocatrice          | Pr      | PG      | Min. | Pun | R         | T         | %         | R         | T         | %         | R           | T           | %           | D        | O        | T        | P     | R     | S      | D      | Ass | F     | S     | Val. |
| ------------------- | ------- | ------- | ---- | --- | --------- | --------- | --------- | --------- | --------- | --------- | ----------- | ----------- | ----------- | -------- | -------- | -------- | ----- | ----- | ------ | ------ | --- | ----- | ----- | ---- |
| Francesca Bucchieri | 25      | 13      | 133  | 20  | 8         | 20        | 40        | 1         | 4         | 25        | 1           | 2           | 50          | 13       | 8        | 21       | 10    | 3     | 2      |        | 4   | 17    | 3     | 6    |
| Claudia Chessari    | 19      | 10      | 38   | 7   | 1         | 4         | 25        | 1         | 2         | 50        | 2           | 2           | 100         | 4        |          | 4        | 3     | 1     |        |        | 1   | 3     | 2     | 5    |
| Chiara Consolini    | 10      | 7       | 127  | 20  | 8         | 21        | 38        | 1         | 7         | 14        | 1           | 1           | 100         | 12       | 2        | 14       | 3     | 1     |        | 2      | 5   | 5     | 6     | 21   |
| Josephine Di Fine   | 6       | 0       |      | 0   |           |           |           |           |           |           |             |             |             |          |          |          |       |       |        |        |     |       |       |      |
| Ruth Cecilia Hebard | 13      | 12      | 316  | 145 | 55        | 104       | 53        | 0         | 2         | 0         | 35          | 43          | 81          | 46       | 18       | 64       | 22    | 10    | 4      | 6      | 11  | 21    | 33    | 163  |
| Martina Kacerik     | 29      | 28      | 792  | 102 | 12        | 34        | 35        | 22        | 71        | 31        | 12          | 16          | 75          | 46       | 3        | 49       | 37    | 28    | 2      | 4      | 70  | 56    | 33    | 116  |
| Awak Kuier          | 29      | 29      | 942  | 478 | 141       | 243       | 58        | 47        | 128       | 37        | 55          | 84          | 65          | 234      | 44       | 278      | 83    | 37    | 5      | 62     | 54  | 53    | 79    | 635  |
| Samantha Ostarello  | 25      | 21      | 365  | 79  | 18        | 50        | 36        | 10        | 27        | 37        | 13          | 21          | 62          | 56       | 17       | 73       | 30    | 16    |        | 10     | 26  | 25    | 14    | 106  |
| Nicole Romeo        | 29      | 29      | 922  | 354 | 58        | 113       | 51        | 66        | 176       | 38        | 40          | 54          | 74          | 66       | 3        | 69       | 98    | 33    | 10     |        | 112 | 56    | 107   | 332  |
| Marie Růžičková     | 6       | 6       | 128  | 35  | 15        | 34        | 44        | 0         | 3         | 0         | 5           | 6           | 83          | 16       | 6        | 22       | 5     | 4     |        | 1      | 4   | 3     | 4     | 39   |
| Ludovica Sammartino | 15      | 7       | 41   | 16  | 4         | 8         | 50        | 2         | 8         | 25        | 2           | 2           | 100         | 5        | 2        | 7        | 2     | 2     |        |        |     | 6     | 1     | 8    |
| Mariella Santucci   | 30      | 29      | 799  | 262 | 72        | 139       | 52        | 22        | 58        | 38        | 52          | 72          | 72          | 94       | 25       | 119      | 66    | 55    | 7      | 4      | 118 | 88    | 103   | 377  |
| Martina Spinelli    | 10      | 8       | 79   | 22  | 9         | 13        | 69        | 0         | 2         | 0         | 4           | 6           | 67          | 12       | 2        | 14       | 7     | 4     |        | 1      | 2   | 11    | 12    | 29   |
| Marzia Tagliamento  | 20      | 20      | 557  | 241 | 35        | 66        | 53        | 49        | 109       | 45        | 24          | 31          | 77          | 55       | 4        | 59       | 39    | 14    | 4      |        | 52  | 43    | 34    | 216  |
| Asia Taylor         | 27      | 23      | 618  | 378 | 136       | 253       | 54        | 8         | 19        | 42        | 82          | 96          | 85          | 122      | 44       | 166      | 70    | 31    | 7      | 10     | 31  | 70    | 84    | 411  |
| Federica Terrone    | 7       | 3       | 8    | 0   | 0         | 2         | 0         |           |           |           |             |             |             |          |          |          | 1     |       |        |        |     |       |       | -3   |
| Ludovica Tumeo      | 20      | 11      | 56   | 10  | 3         | 7         | 43        | 1         | 2         | 50        | 1           | 2           | 50          | 3        | 2        | 5        | 4     | 2     |        |        | 2   | 10    | 1     |      |
| Sherise Williams    | 7       | 6       | 104  | 27  | 10        | 26        | 38        |           |           |           | 7           | 12          | 58          | 16       | 7        | 23       | 9     | 6     | 1      | 1      | 5   | 11    | 7     | 27   |